# Reddingsactie paarden in Marrum
De reddingsactie voor de paarden in Marrum begon op 1 november 2006, nadat in de nacht van 31 oktober op 1 november na de Allerheiligenvloed circa 200 paarden vast waren komen te zitten op een kwelder bij de Friese plaats Marrum.

## Reddingsoperatie
De eerste reddingspoging werd ondernomen door de 105 Brugcompagnie van de Koninklijke Landmacht. Met een vlot bestaande uit twee pontons werd geprobeerd om de paarden naar het vasteland brengen. Deze poging mislukte doordat het water inmiddels gezakt was. Daardoor kwam het vlot meerdere malen vast te zitten. In de tussentijd werden de dieren voorzien van water en voer en kwam er ter controle regelmatig een veearts langs.
Friezin Micky Nijboer kwam op het idee een nieuwe reddingspoging uit te voeren gebaseerd op het natuurlijke gedrag van paarden. Omdat paarden kuddedieren zijn zouden indien de leidende merrie gehalsterd en naar de wal geleid kon worden, de overige paarden wellicht volgen. Bij deze reddingsactie werden er op 3 november zes paarden met amazones gebruikt, vier in het water en twee op het land. Het halsteren van de leidende merrie bleek niet nodig, de opgesloten kudde volgde als vanzelf de amazones toen die zich erbij hadden gevoegd. Er werd naderhand in de media gesproken van 'lokpaarden'. Na ongeveer 15 minuten hadden alle paarden  het vasteland bereikt. Van de 227 paarden overleden er 25 door verdrinking, onderkoeling of longontsteking.

## Nasleep
Een strafrechtelijk onderzoek naar nalatigheid van de eigenaar en de eigenaar van het weiland werd overwogen. Maar deze werd na een kort geding vrijgesproken. Wel is nadien afgesproken dat het stuk land, dat elk jaar rond eind oktober/ begin november onderloopt, vanaf 15 oktober vrij van dieren moet zijn om herhaling te voorkomen. Op maandag 5 oktober 2009 werd bekend dat deze regel echter ook niet afdoende was; 23 schapen waren het weekeinde daarvoor verdronken toen het plots hoogwater werd. De datum van 15 oktober wordt wellicht vervroegd door deze gebeurtenis.
Na afloop van de redding schreef initiatiefneemster Micky Nijboer vanuit haar visie het boek "Zonder trommels en trompetten". De redding wordt van punt tot punt besproken maar ook de hele, niet altijd positieve nasleep wordt uitvoerig beschreven, ondersteund met foto's.
Met een foto van de paarden werd in de categorie Landelijk Nieuws door fotograaf Laurens Aaij de Zilveren Camera 2006 gewonnen.